# Знаменское сельское поселение (Марий Эл)
Знаменское сельское поселение — муниципальное образование (сельское поселение) в составе Медведевского района Марий Эл Российской Федерации.
Административный центр поселения — посёлок Знаменский.

## История
Статус и границы сельского поселения установлены Законом Республики Марий Эл от 18 июня 2004 года № 15-З «О статусе, границах и составе муниципальных районов, городских округов в Республике Марий Эл».

## Численность населения поселения
| 2010  | 2011  | 2012  | 2013  | 2014  | 2015  | 2016  |
| ----- | ----- | ----- | ----- | ----- | ----- | ----- |
| 2990  | ↗2994 | ↗3058 | ↗3089 | ↘3052 | ↘3025 | ↘2973 |
| 2017  | 2018  | 2019  | 2020  | 2021  | 2023  |       |
| ↗2981 | ↗3015 | ↗3108 | ↗3232 | ↗3979 | ↘3887 |       |

## Состав сельского поселения
В состав сельского поселения входят 2 посёлка и 6 деревень:
| № | Населённый пункт | Тип населённого пункта          | Население |
| - | ---------------- | ------------------------------- | --------- |
| 1 | Вознесенский     | посёлок                         | ↗156      |
| 2 | Гари             | деревня                         | ↗49       |
| 3 | Знаменский       | посёлок, административный центр | ↗3219     |
| 4 | Кугенерка        | деревня                         | ↘55       |
| 5 | Никиткино        | деревня                         | ↘117      |
| 6 | Паганур          | деревня                         | ↘139      |
| 7 | Федоскино        | деревня                         | ↗130      |
| 8 | Яметкино         | деревня                         | ↘103      |